# Francisco Vázquez (actor mexicano)
Francisco "Pakey" Vázquez (Guadalajara, 22 de agosto  es un actor mexicano. Pakey ha participado como villano en La Patrona para Telemundo y también en Rosario Tijeras para TV Azteca.

## Filmografía

### Televisión
- La jefa (2025) — Perrón[2]
- Lotería del crimen (2022-2025) — Ricardo Romero "El Recio"[3][4]
- Si nos dejan[5] (2021) — "El Toro" Cruz
- La reina soy yo (2019) — Ramón Cruz "Monchis"
- María Magdalena (2018-2019) — Barrabas
- La hija pródiga (2017-2018) — Jack Morgan "el Halcón"
- Rosario Tijeras (2016) — Tobías Arteaga
- Yago (2016) — Hernán
- Señora Acero 2 (2015) — Cristian Jiménez
- El Dandy (2015) — El Esquimal
- Señorita Pólvora (2015) — Capitán Darío Montoya
- El Mariachi (2014) — El Patrón
- La Patrona (2013) — Macario Gaitán.
- Infames (2012) — Heráclito Preciado "Juniors"
- Una familia con suerte (2011-2012) — Chacho.

## Cine
- No manches Frida (2016)
- Sensato Delirio (2015) — Corto
- Batalla 5 de Mayo (2013)